# Schempp-Hirth Duo Discus
El Schempp-Hirth Duo Discus es un planeador biplaza alemán de altas prestaciones de los años 90, diseñado principalmente para el vuelo de campo, incluyendo competiciones de planeo. A menudo es usado para el entrenamiento avanzado.

## Diseño y desarrollo
El Duo Discus reemplazó al Janus como entrenador biplaza de altas prestaciones de Schempp-Hirth. Tiene un ala de cuatro piezas con una envergadura de 20 m. Como la mayoría de los planeadores biplaza en tándem, su ala tiene una ligera flecha invertida, por lo que su raíz puede estar un poco atrasada para permitir una visibilidad mejorada al piloto trasero. Aunque comparte su nombre con el muy exitoso Discus de la Clase Standard, cualquier parecido es solo superficial. Voló por primera vez en 1993 y sigue en producción en la fábrica de Orlican en la República Checa. Su mejor tasa de descenso fue medida en 44:1. Se puede especificar un motor retráctil "turbo" de dos tiempos para extender las sesiones de planeo. Se habían construido más de 500 Duo Discus en agosto de 2007. En servicio con la Fuerza Aérea de los Estados Unidos, es conocido como TG-15A. El principal rival del Duo Discus es actualmente el DG Flugzeugbau DG-1001.

## Variantes
Duo Discus
Variante de producción inicial, 279 construidos.
Duo Discus C
Duo Discus acabados y montados por Schempp-Hirth Vyr.Let.S.R de la República Checa, 6 construidos.
Duo Discus T
Duo Discus con un motor de tipo "sustainer", 112 construidos.
Duo Discus X
Este modelo revisado fue anunciado en 2005. Dispone de flaps de aterrizaje incorporados al movimiento de la palanca de los frenos aéreos, para mejorar su control de aproximación, permitiéndole realizar aproximaciones más anguladas y más lentas, además de winglets diseñados por el Profesor Mark Maughmer. 19 construidos.
Duo Discus XT
Duo Discus X con un motor de tipo "sustainer", 46 construidos.
Duo Discus XL
Esta es la última versión. Comparte el mismo fuselaje con los Schempp-Hirth Arcus y Schempp-Hirth Nimbus-4D. La cabina es ahora 10 cm más larga para mejorar la comodidad de asiento, seguridad, espacio y ergonomía. El sistema de frenos aéreos ha sido desplazado 4 cm hacia el borde de ataque y ahora se extiende 18 mm más alto. El XL está certificado para realizar acrobacias simples, incluyendo barrenas. También puede ser volado enteramente desde el asiento de atrás. 2 construidos.
Duo Discus XLT
Esta es una versión motorizada del Duo Discus XL. 37 construidos.
TG-15A
Designación dada a los 2 Duo Discus utilizados por la Academia de la Fuerza Aérea estadounidense.

## Operadores
Estados Unidos
- Fuerza Aérea de los Estados Unidos

## Especificaciones (XL)

### Características generales
- Tripulación: Dos
- Capacidad: 200 kg de lastre de agua
- Longitud: 8,7 m (28,6 ft)
- Envergadura: 20 m (65,6 ft)
- Altura: 1,6 m (5,2 ft)
- Superficie alar: 16,4 m² (176,5 ft²)
- Perfil alar: DFVLR HX 83
- Peso vacío: 410 kg (903,6 lb)
- Peso cargado: 700 kg (1542,8 lb)
- Alargamiento: 24,4

### Rendimiento
- Velocidad nunca excedida (Vne): 263 km/h (163 MPH; 142 kt)
- Tasa máxima de planeo: 46-47
- Régimen de descenso: 0,58 m/s (114 pies/min)

## Aeronaves relacionadas

### Aeronaves similares
- Glaser-Dirks DG-505
- DG Flugzeugbau DG-1000

### Secuencias de designación
- Secuencia TG-_ (Planeadores de Entrenamiento estadounidenses, 1962-presente): ← TG-11 - TG-12 - TG-14 - TG-15A/B - TG-16